# AD San Carlos
Asociación Deportiva San Carlos – kostarykański klub piłkarski z siedzibą w mieście Ciudad Quesada (kanton San Carlos), w prowincji Alajuela. Występuje w rozgrywkach Primera División. Domowe mecze rozgrywa na obiekcie Estadio Carlos Ugalde Álvarez.

## Osiągnięcia

### Krajowe
- Primera División

| zwycięstwo (1):     | 2019 (C)           |
| drugie miejsce (2): | 2010 (C), 2011 (C) |

## Historia
Klub powstał na bazie reprezentacji kantonu San Carlos (utworzonej z kolei na początku lat 60. z połączenia dwóch lokalnych drużyn: El Refugio i El Maravilla), która w 1964 roku awansowała do najwyższej ligi kostarykańskiej. W maju 1965 zespół zmienił nazwę na AD San Carlos i przystąpił do rozgrywek pierwszej ligi.
Klub występował na pierwszym szczeblu ligowym w latach 1965–1969, 1977–1978, 1978–2004, 2006–2013, 2016–2017, a następnie od 2018 roku.
W rozgrywkach Clausura 2019 drużyna San Carlos pod kierownictwem trenera Luisa Marína wywalczył pierwsze w swojej historii mistrzostwo Kostaryki. Dzięki temu w 2019 roku klub po raz pierwszy zagrał w rozgrywkach międzynarodowych: Lidze CONCACAF.

### Rozgrywki międzynarodowe
| Sezon | Rozgrywki              | Runda | Klub          | Dom | Wyjazd | Ogólnie      |
| ----- | ---------------------- | ----- | ------------- | --- | ------ | ------------ |
| 2019  | Liga CONCACAF          | 1/8   | Santa Tecla   | 0:0 | 0:0    | 0:0 (4:2 k.) |
| 2019  | Liga CONCACAF          | 1/4   | Alianza       | 1:0 | 0:2    | 1:2          |
| 2020  | Liga Mistrzów CONCACAF | 1/8   | New York City | 3:5 | 0:1    | 3:6          |